# 利弗海姆
利弗海姆（荷蘭語：Lievegem，荷蘭語發音：[ˈlivəˌɣɛm] ⓘ）是比利时弗拉芒大區东佛兰德省根特區的一个市镇，通行荷蘭語，是弗拉芒社群的一部分，面积80.78平方千米，人口26,657人（2022年1月1日）。该市镇于2019年1月1日由原市镇瓦尔斯霍特、洛芬德海姆和佐默海姆合并而成。